# Krępna
Krępna (niem. Krempa) – wieś w Polsce położona w województwie opolskim, w powiecie krapkowickim, w gminie Zdzieszowice.
Obecnie większość mieszkańców Krępnej pracuje w Zakładach Koksowniczych w Zdzieszowicach lub poza granicami kraju.

## Nazwa
W 1295 w kronice łacińskiej Liber fundationis episcopatus Vratislaviensis (pol. Księga uposażeń biskupstwa wrocławskiego) miejscowość wymieniona jest jako Crampna we fragmencie Crampna decima more polonico.

## Części wsi
| SIMC    | Nazwa      | Rodzaj    |
| ------- | ---------- | --------- |
| 0505533 | Bąków      | część wsi |
| 0505540 | Borek      | część wsi |
| 0505556 | Łęg        | część wsi |
| 0505562 | Paryż      | część wsi |
| 0505579 | Pietrowice | część wsi |
| 0505585 | Urzek      | część wsi |

## Historia
Pierwsi mieszkańcy na terenie wsi osiedlili się około 1300 roku. Badania archeologiczne prowadzone w okresie międzywojennym wykazały, że pierwsi ludzie osiedlili się na terenie Krępnej ok. 4000-1800 r. p.n.e. W XIX w. i potem, aż do lat 70. XX w. działała tu duża cegielnia, jedna z większych na terenie dzisiejszego województwa opolskiego. Do początku XX w. eksploatowano także żelazo z rud darniowych
W 1910 roku w miejscowości mieszkało 788 osób z czego 695 mówiło językiem polskim, 58 polskim i niemieckim, a 35 niemieckim. W wyborach komunalnych jakie odbyły się w listopadzie 1910 roku mieszkańcy oddali wszystkie 201 głosów na polską listę zdobywając wszystkie 9 mandatów. Podczas plebiscytu większość mieszkańców zagłosowało za przyłączeniem do Polski. W miejscowości działało od 1919 roku gniazdo śląskiej dzielnicy Polskiego Towarzystwa Gimnastycznego „Sokół”, oraz Towarzystwo Oświaty na Śląsku im. św Jacka. Podczas powstań śląskich miejscowość kilkukrotnie była miejscem walk. Zajęta przez żołnierzy z Podgrupy "Bogdan", 21 maja stała się celem ataku niemieckiego w ramach natarcia w kierunku Góry św. Anny.
Podczas akcji germanizacyjnej nazw miejscowych i fizjograficznych na Górnym Śląsku historyczna nazwa niemiecka Krempa została w 1936 r. zastąpiona przez administrację nazistowską nazwą Ambach.
W latach 1954–1972 wieś należała i była siedzibą władz gromady Krępna.

## Szlaki komunikacyjne
Droga wojewódzka nr 423 Opole – Kędzierzyn-Koźle
Linia kolejowa: Wrocław-Opole-Kraków
Żegluga śródlądowa: Opole – Koźle

## Gospodarka
- MTB – produkcja zapraw murarskich i materiałów sypkich
- WAKRO – przedsiębiorstwo przemysłowo-produkcyjne
- elektrownia przepływowa na rzece Odra uruchomiona w roku 2004 o mocy 1,26 MW

oraz sklepy spożywczo-przemysłowe, bary, warsztat samochodowy, hurtownia drzwi, firma budowlana, biblioteka miejska (filia), OSP, klub sportowy LZS Korona Krępna.

## Zabytki
- kapliczka w stylu neoromańskim z krucyfiksem ludowym i obrazem św. Apostołów Piotra i Pawła (1883)
- kościół pw. św. Apostołów Piotra i Pawła
- śluza na Odrze (1894)
- słupkowa kapliczka św. Rocha
- liczne krzyże na terenie Krępnej i lasu krępskiego z czasów przedwojennych (np. krzyż z 1930 roku, ufundowany przez członka III Zakonu – Wilhelma Gołąbka, który w 1933 roku pielgrzymował do Rzymu i został przyjęty na audiencji przez papieża Piusa XI)